# Monte Limbara
Il Monte Limbara (in gallurese Monti di Limbara; in sardo Monte 'e Limbara) è la vetta principale del massiccio montuoso omonimo situato nella Sardegna nord-orientale.
Situato nei comuni di Tempio Pausania, Calangianus, Oschiri, Berchidda, di natura granitica, rappresenta il confine tra le regioni storiche e geografiche della Gallura a nord e del Logudoro a sud. Caratterizzato da cime modellate, nel passato ospitava una base radio USAF. Punta Balistreri, si innalza fino alla quota di 1.359 metri sul livello del mare.

## Descrizione

### Origine e significato del nome
Il nome del massiccio potrebbe derivare dalla denominazione limes Balares (confine dei Balari), data alla zona dai Romani, in quanto costituiva la linea di confine (limes romano) interna alla Sardegna tra la regione abitata a nord dai Corsi (la Gallura) e quella abitata dai Balari (il Monteacuto e la parte orientale del Logudoro).

### Territorio
Dal punto di vista geologico il territorio è caratterizzato da rocce di natura granitica, erose dal tempo in forme piuttosto scenografiche, risalenti al Paleozoico. La formazione del massiccio è dovuta al sollevamento del blocco granitico della Gallura, avvenuto durante il Cenozoico.

#### Cime del massiccio
Le cime più elevate del massiccio sono:
- punta Bandiera: 1.345 metri;
- punta Berritta: 1.362 metri;
- punta Balistreri: 1.359 metri; punta Balistreri deve il suo nome ad un calzolaio di Tempio Pausania che dopo avere ucciso il rampollo di una nobile famiglia che aveva violentato una sua figlia quindicenne, si diede alla macchia per sfuggire all'ira dei suoi avversari. Il bandito, ricercato per anni, dai nobili tempiesi non fu mai ritrovato, nonostante vivesse a pochi chilometri dalla città, protetto dalla montagna e da una rete di solidarietà, l'uomo morì di vecchiaia. È una leggenda che ha dato spunto al romanzo storico di Carlo Brundo "Picco Balistreri";
- punta Giugantinu: 1.333 metri. Deve il suo nome probabilmente ad uno dei sovrani medioevali che governavano il territorio: Giudice Costantino;

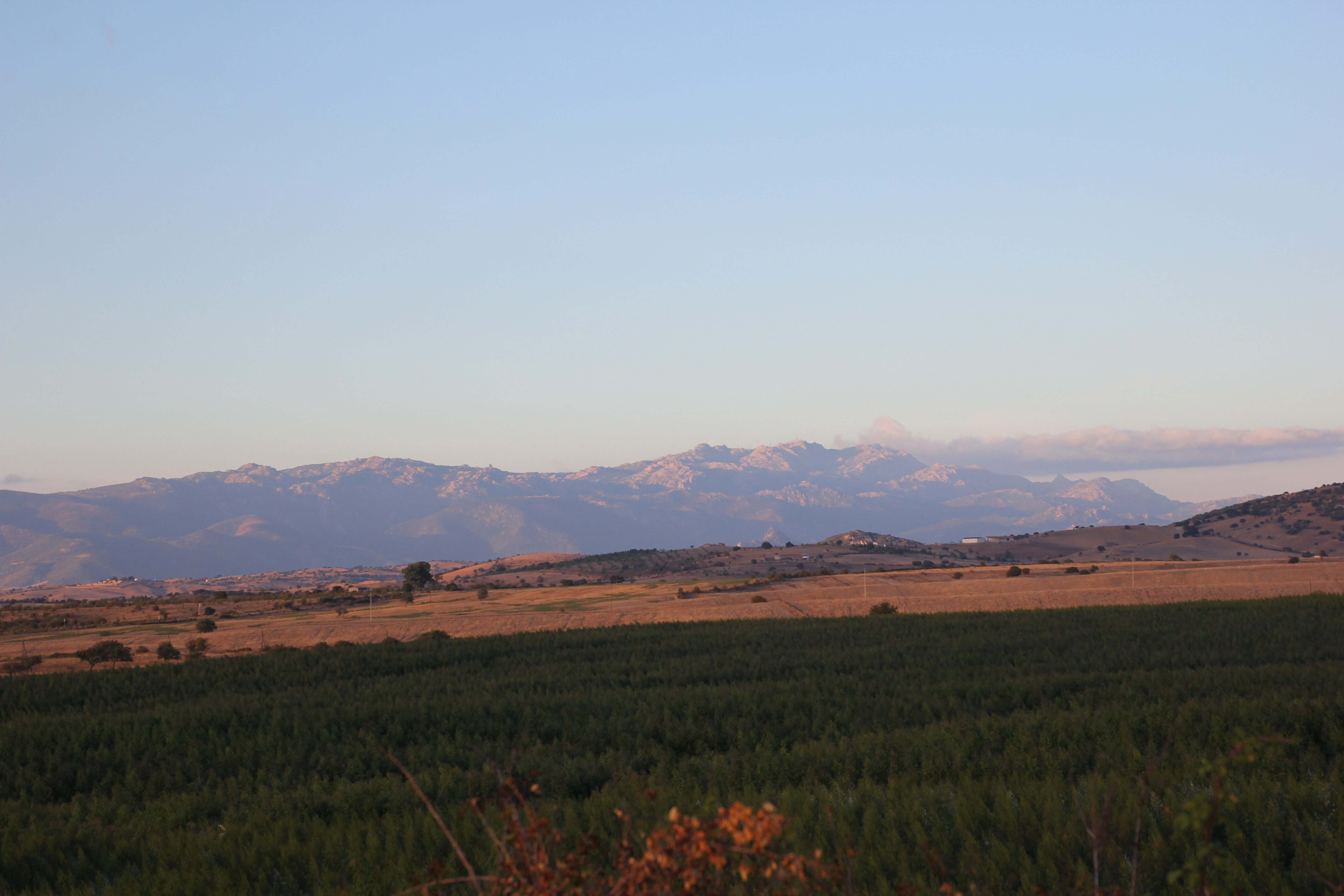

- monte Niddòri: 1.237 metri;
- monte Lu Scioccu: 1.215 metri;
- monte Biancu: 1.150 metri;
- monte Cano: 1.115 metri[2].

### Clima
Il clima che caratterizza la zona del monte Limbara è di tipo mediterraneo, caratterizzato da un regime delle precipitazioni che si concentrano principalmente nei mesi autunnali ed invernali e si verificano frequentemente le nevicate. La temperatura media annuale si attesta sui 10,3 °C. La temperatura media del mese più freddo è di 3 °C mentre quella del mese più caldo è di circa 20 °C, con un'escursione media annuale di 16,8 °C.

## Ambiente

### Flora
La formazione vegetale che caratterizza il territorio è la macchia mediterranea, costituita da erica (Erica arborea), erica da scope (Erica scoparia), corbezzolo (Arbutus unedo), lentisco (Pistacia lentiscus) e fillirea (Phillyrea latifolia). Quando le caratteristiche pedologiche lo consentono la vegetazione risulta costituita dal leccio (Quercus ilex) che, nelle valli, si trova associato al frassino orniello (Fraxinus ornus), all'agrifoglio (Ilex aquifolium), all'acero minore (Acer monspessulanum) ed al tasso (Taxus baccata).
In alcuni settori si possono trovare associazioni vegetali allo stato spontaneo formate da pioppo tremulo (Populus tremula) e da pino marittimo (Pinus pinaster). I boschi di sughera (Quercus suber) sono, invece, il risultato delle modificazioni del paesaggio apportate dall'uomo. La macchia che si sviluppa sui terreni più aridi e nelle aree culminali delle montagne è costituita dal cisto (Cistus), dal ginepro nano (Juniperus nana), dal prugnolo selvatico (Prunus spinosa) e dalla ginestra spinosa (Calicotome spinosa).
Vi si trovano anche 56 endemismi alcuni particolarmente rari come il ribes del Limbara (Ribes sandalioticum), la viola di Corsica (Viola corsica), l'erba barona (Thymus herba-barona), la carlina sardo-corsa (Carlina macrocephala) e la felce florida (Osmunda regalis).
La vegetazione ripariale è costituita da salici (Salix fragilis), ontani neri (Alnus glutinosa), tamerici (Tamarix gallica) ed oleandri (Nerium oleander).

### Fauna
La fauna è costituita da mammiferi come il cinghiale (Sus scrofa meridionalis), la volpe (Vulpes vulpes), la martora (Martes martes), la donnola (Mustela nivalis), il gatto selvatico (Felis silvestris), la lepre sarda (Lepus capensis mediterraneus) ed il coniglio selvatico (Oryctolagus cuniculus). Il daino (Dama dama) ed il muflone (Ovis musimon) sono stati invece, reintrodotti recentemente dall'uomo.
Tra gli uccelli vi sono l'aquila reale (Aquila chrysaetos), la poiana (Buteo buteo), il gheppio (Falco tinnunculus), lo sparviero (Accipiter nisus), il falco pellegrino (Falco peregrinus), l'astore (Accipiter gentilis), la civetta (Athene noctua), l'assiolo (Otus scops), il corvo imperiale (Corvus corax), la cornacchia grigia (Corvus cornix), la ghiandaia (Garrulus glandarius), la taccola (Coloeus monedula) ed il passero solitario (Monticola solitarius).
Nelle zone sgombre dagli alberi si possono osservare la pernice sarda (Alectoris barbara), la beccaccia (Scolopax rusticola), l'allodola (Alauda arvensis), la calandra (Melanocorypha calandra), il tordo (Turdus philomelos), la tordela (Turdus viscivorus), il saltimpalo (Saxicola torquata), l'averla capirossa (Lanius senator), il verdone (Carduelis chloris), il cardellino (Carduelis carduelis), il merlo (Turdus merula), il pettirosso (Erithacus rubecula), la cinciallegra (Parus major), la cincia mora (Parus ater), il picchio rosso maggiore (Dendrocopos major), lo scricciolo (Troglodytes troglodytes) e la magnanina sarda (Sylvia sarda).
Tra i rettili e gli anfibi vanno citati la lucertola del Bedriaga (Archaeolacerta bedriagae) il gongilo (Chalcides ocellatus), la biscia dal collare (Natrix natrix), la biscia viperina (Natrix maura), l'euprotto sardo (Euproctus platycephalus), il discoglosso sardo (Discoglossus sardus), la raganella sarda (Hyla sarda), il rospo smeraldino (Bufotes viridis) e la Testudo marginata.

### Protezione ambientale
Il parco del Limbara è uno degli otto parchi regionali dalla Regione Autonoma della Sardegna individuati ai sensi della legge regionale n. 31 del 7 giugno 1989. Non è ancora stato costituito il relativo ente di competenza.

## Storia
Le pendici del monte Limbara furono percorse da un incendio, nel 1936, che distrusse i suoi vecchi boschi, composti da alberi di sughera (Quercus suber) e leccio (Quercus ilex). I successivi interventi di ripristino della copertura vegetale portarono all'impianto di conifere, caratterizzate dal loro rapido accrescimento.
Per molti anni sulla cima del Limbara si trovava la sede di una base - comunicazioni della NATO (di cui sono ancora presenti le vecchie antenne del sistema di comunicazione militare ASST), e di una stazione dei carabinieri.
Attualmente vi ha sede una base telecomunicazioni dell'Aeronautica Militare e l'eliporto del servizio antincendi boschivi gestito dal Corpo forestale e di vigilanza ambientale della regione Sardegna. Sulla sommità sono installati i più importanti ripetitori televisivi della Sardegna settentrionale, compreso il Centro Trasmittente RAI costruito nel 1956, importante per aver rappresentato il punto di ricezione e trasmissione dei segnali da e verso il continente tramite il collegamento in ponte radio di 238 km con Monte Argentario. Nei pressi della punta Balistreri si trova la chiesetta della Madonna della Neve.

## Escursionismo e arrampicata
Una gran parte del territorio (6.681 ettari) è gestito dall'agenzia Forestas che vi ha realizzato una serie di percorsi escursionistici caratterizzati da denominazioni che richiamano le caratteristiche geografiche della zona o le particolarità specifiche di ogni itinerario.
- La via delle acque - Si tratta di un percorso di circa 30 km, percorribili anche in automobile, attraverso i boschi lungo le pendici del massiccio montuoso. È caratterizzato dalle fonti d'acqua disseminate lungo il tragitto.
- I tafoni - Il percorso si snoda per una lunghezza di 9 chilometri tra le rocce granitiche erose dagli agenti atmosferici. Vi si trovano numerose aree di sosta.
- La sommità - L'itinerario attraversa un'area nella quale vegetano numerose specie vegetali esotiche (il giardino del Pavari) e prosegue fino a raggiungere la sommità di punta Balistreri. Il tragitto è lungo 12 chilometri.
- Il collegamento - Percorrendo un sentiero che attraversa i boschi si possono osservare alcuni laghetti artificiali al servizio del complesso forestale.
- Attraversamento - Il percorso si sviluppa per 10 chilometri e non vi sono grandi differenze di quota. Si attraversano zone a macchia mediterranea e si arriva a laghetti popolati da varie specie di uccelli acquatici e pesci.
- Animali e piante - Questo itinerario conduce al recinto in cui si trovano i mufloni ed i daini, destinati al ripopolamento dell'area, per poi proseguire verso una fonte caratteristica.
- Versante sud - Itinerario che partendo dalle cime si addentra con tratti spesso impervi, nelle diverse vallate che si protendono verso la pianura di Berchidda. Singolari gli attraversamenti presso monte Nieddu e Carraccana.

Molti percorsi escursionistici possono essere compiuti anche con l'utilizzo della mountain bike.
Tutto il comprensorio roccioso del monte Limbara è, dal punto di vista dell'arrampicata, un'area clean, cioè un'area particolarmente tutelata, sia dal punto di vista legislativo che da parte delle comunità che praticano l'arrampicata, in cui è proibito arrampicare alterando le rocce con l'inserimento di installazioni fisse, come ad esempio utilizzando i tasselli ad espansione che vengono inseriti con il trapano per la pratica dell'arrampicata sportiva (chiodi, spit, fittoni).
È anche un'area particolarmente importante dal punto di vista storico in quanto è proprio qua che sono state intraprese le prime arrampicate sull'isola, nel 1921, dall'alpinista piemontese Guido Cibrario. Su tutto il monte sono presenti numerosi itinerari di arrampicata classica anche oltre i 200 m di sviluppo, dove i primi scalatori sono saliti lasciando inalterata la roccia utilizzando cordini e protezioni removibili.
La maggior parte degli itinerari è stata aperta dallo scalatore di fama internazionale Alessandro Gogna e da quelli sardi Marco Marrosu, Lorenzo Castaldi e Alessandro Molinu. Immersa nel bosco si trova anche un'area boulder nel versante di Calangianus.
Nel monte si trova una delle guglie di granito più belle di tutta l'isola: Monti Longu di Calangianus, chiamata anche Torre Littaghjesu , situata presso il Monti Biancu, che è stata salita attraverso itinerari di arrampicata (di difficoltà dal V- al VI) per arrivare in cima.

## Panorama
Punta Sa Berritta e Punta Balistreri sono le uniche cime della Sardegna in visibilità dall'Italia continentale, dalla cima del Monte Amiata.